# Калинин, Юрий Витальевич
Ю́рий Вита́льевич Кали́нин (родился 20 января 1953 года в г. Сортавала ) — мастер спорта СССР международного класса по прыжкам на лыжах с трамплина (1971), неоднократный чемпион СССР и РСФСР, чемпион Европы среди юниоров 1971 г. 

## Спортивная биография
С 1961 года занимался в Сортавальской спортивной школе (тренеры В. П. Володин, А. А. Федотов).
Окончил Ленинградский военный институт физической культуры. Офицер.
Чемпион Европы среди юниоров 1971 года, 5-кратный чемпион СССР, чемпион РСФСР. На Чемпионатах мира дважды входил в шестерку сильнейших. На Турне 4-х трамплинов лучшее место — четвёртое. Участник зимних Олимпийских игр 1972 года (Саппоро) и зимних Олимпийских игр 1976 года (Инсбрук).
Ему принадлежал всесоюзный рекорд по полётам на лыжах — 157 м.
Судья ФИС международной категории, технический делегат ФИС. Председатель судейской коллегии Федерации прыжков на лыжах с трамплина и лыжного двоеборья России. Кандидат педагогических наук.
Председатель судейской коллегии Дирекции спортивных программ и развития детского спорта. Тренер по лыжному двоеборью.